# Capela de São João Batista (Arrimal)
A Capela de São João Baptista é um monumento religioso na localidade do  Arrimal, na presente freguesia de Arrimal e Mendiga, no Município de Porto de Mós.

## Descrição histórica
A Capela de S. João Baptista localiza-se no Arrimal a sua primeira referencia conhecida encontra em O Couseiro quando enumera «Outra no lugar do Arrimal de Cima por outro nome se chama Arrabal da invocação de S. João Baptista, feita para administração dos sacramentos; os moradores são obrigados á fabrica.».

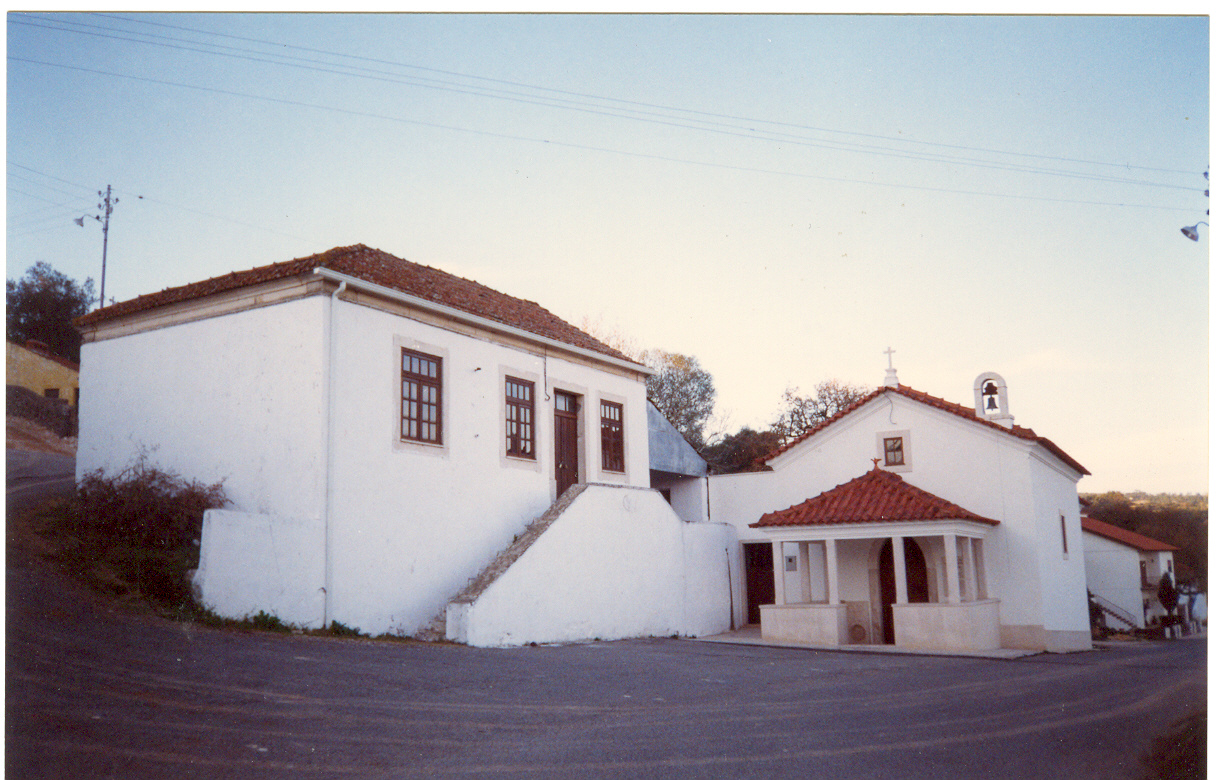
Capela de São João Baptista do Arrimal

A capela foi provavelmente erguida no século XVII, sendo talvez anterior a 1657 e tudo indica que seja bastante anterior pois a sua porta principal ainda conserva um arco de ogiva o que aponta para o período da arte gótica meados do século XII ao século XV.[carece de fontes?]
A capela tem planta de forma quadrangular, com cobertura em telhado de duas águas. Conta com um alpendre, com um telhado de três águas sustentado por colunas. A fachada principal é rasgada por um portal em arco, rematado por uma janela, e uma empena de forma triangular, na qual se ergue uma sineira. O imóvel está situado no interior do Parque Natural das Serras de Aire e Candeeiros.
A capela possui um pequeno campanário com um cinete e a sua planta é bastante simples tendo apenas um pequeno alpendre na parte frontal uma nave principal um coro o altar-mor e uma sacristia.[carece de fontes?]
As imagens que fazem parte desta capela são as seguintes: Nossa Senhora da Conceição (esta anterior a 1758), São João Baptista e um crucifixo (oferta da tia Carma). O antigo sacrário desta capela foi retirado no ano de 1938 era então pároco da freguesia Luís Alves Portela, atualmente este sacrário encontra-se na sacristia da Igreja Paroquial.[carece de fontes?]

## Intervenções e Restauros
Esta capela já sofreu várias intervenções de restauro,[carece de fontes?] uma das quais no ano de 1861.
No ano de 1993 volta a ser alvo de intervenção em que foi retirado o púlpito desta capela.[carece de fontes?]
O último restauro ocorreu em 2003 tendo-se mantido a sua planta inicial, sendo acrescentado apenas o coro que não existia antes e foi substituído o telhado e as caixilharias e também foi toda pintada. Funcionou como casa mortuária entre os anos de 2003 e 2022.[carece de fontes?]

## Festas Religiosas
A capela tinha festa anual a 24 de Junho. Esta festa tinha uma procissão desde a capela até ao Poço da Corrente onde invertia o circuito percorrendo o lugar do Arrimal e do Casal Novo debaixo de arcos decorados com eras e flores e pelas colchas penduradas nas janelas e varandas pelos moradores.[carece de fontes?]
A última festa realizou-se no ano de 1975 sendo o último juiz da festa o José Paulo Martins. No ano seguinte houve um convívio promovido pelos moradores do lugar, com o objetivo de reabilitar a festa, mas também acabou por não se repetir uma vez que esse convívio acabou em pancadaria. No ano de 2012 por iniciativa de Maria da Conceição que prometeu a S. João um andor e o padre Orlandino Barbeiro Bom concordou em até se fazer a procissão, mas logo no ano seguinte já não se voltou a realizar.[carece de fontes?]

## Leitura recomendada
- FURRIEL, Francisco Jorge (1999). Da Pré História à Actualidade - Breve Monografia de Porto de Mós. Volume II. Porto de Mós: Câmara Municipal de Porto de Mós